# Parlamentsvalet i Frankrike 1857
Parlamentsvalet i Frankrike 1857 hölls i februari 1857, och andra omgången den 5 mars. Enligt franska konstitutionen, räknades anhängare till den sittande regeringen som "officiella kandidater". Som officiella kandidater fick de sina kampanjutgifter betalda av franska staten.

## Resultat
| Parti                                         | Röster    | %    | Mandat |
| --------------------------------------------- | --------- | ---- | ------ |
| Regeringskandidater                           | 5,471,000 | 89.1 | 276    |
| Oppositionskandidater                         | 665,000   | 10.9 | 7      |
| Ogiltiga/blanka röster                        |           | –    | –      |
| Totalt                                        | 6,136,000 | 100  | 283    |
| Registrerade väljare/deltagande               | 9,490,206 | 64.5 | –      |
| Källor: Nohlen & Stöver, Kings and Presidents |           |      |        |

### Fotnoter
1. ↑  Nohlen, D & Stöver, P (2010) Elections in Europe: A data handbook, p673 ISBN 978-3-8329-5609-7